# Басарбовски манастир
Басарбовският манастир „Свети Димитър Басарбовски“ е скален манастир в България. Обителта е един от двата действащи скални манастира в България (заедно с Разбоишки манастир), като храмът е отворен за посетители всекидневно.

## Местоположение
Манастирът се намира в долината на река Русенски Лом, край село Басарбово, община Русе, на 10 километра от град Русе. През 1978 г. е обявен за археологически паметник на културата от местно значение.

## История
Манастирът води началото си от периода на Второто българско царство (XII-XIV в.), но най-ранните данни датират от османските данъчни регистри от 1431 г. Taм той е отбелязан като „Бесараба“ – имот с 14 домакинства. Същевременно манастирът е отбелязан като „тимар на великия войвода“ – има се предвид Иванко Бесараб – тъст на цар Иван Александър. Според друго предание Басарбовският манастир е бил посветен на св. Теодор Тирон и св. Теодор Стратилат. Ктитор на манастира била царица Теодора Басараб – първа съпруга на цар Иван Александър и дъщеря на влашкия войвода Иванко Басараб. На името на войводата е кръстено и близкото село Басарбово. Най-известният обитател и вечен игумен е Свети Димитър Басарбовски, прекарал голяма част от живота си в манастира. Още Паисий Хилендарски споменава тази света обител в своята „История славянобългарска“. По времето на Руско-турската война (1768 – 1774) мощите на светеца са пренесени от ген. Иван П. Салтиков в Букурещ и поставени в митрополитската, а днес патриаршеска църква „Свети Свети Константин и Елена“ на 13 юли 1774 г., където те се намират и до днес. През 1937 г. в манастира се настанява монах Хрисант и започва да го обновява.
През 2016 година е осветен новият, по-голям храм в манастира, посветен на Преображение Господне. Новата църква е цялостно изографисана.
Днес манастирът е действащ, мъжки. Храмовият празник на обителта е на 27 октомври, денят на Свети Димитър Басарбовски.

## Галерия
- Снимки от Басарбовски манастир
- Паметен знак в близост до манастира